# 德勤足球俱樂部財富排名榜
德勤球會財富排名榜（英語：Deloitte Football Money League，簡寫為DFML）是一項由全球四大會計師事務所之一的德勤會計師事務所羅列世界各地足球俱樂部總收入的排名榜。
德勤自1995/96年球季起，每年統計各球會的總收入，綜合數據後調整並公布球會的排名。在排名榜中經常名列前茅的隊伍，經常會被傳媒稱之為「足球豪門」。

## 評定標準
德勤選擇以收入作為排名標準，是因為收入是最易獲得的數據，而且也便於比較。「收入」的定義不包括球員轉會收入、含於商品的增值稅及其他有關稅款。所有明顯與足球運動無關的收入或資金轉移亦被摒除於計算之外，以作出球會之間更具意義的比較。但德勤亦指出，由於各球會使用不同的商業安排或以不同形式來記錄賬項，又或在審計時應用不同的會計準則，故此計算不同球會的收入時或會有所偏差。

## 排名榜
這個排名榜通常於球季完結之後一年的1月至2月公布，例如2017年1月公佈的排名榜所列的是2015/16球季的數據。本條目只列出2006年（2004/05球季）至2017年（2015/16球季）的前二十名，及2018年（2016/17球季）至今的前三十名排名。

### 2025年排名榜（2023/24年賽季）
| 排名 （升跌） | 球會         | 收入 （百萬歐元） | 國家   |
| ------------- | ------------ | ----------------- | ------ |
| 1.（—）       | 皇家馬德里   | 1045.5            | 西班牙 |
| 2.（—）       | 曼城         | 837.8             | 英格兰 |
| 3.（—）       | 巴黎聖日耳曼 | 805.9             | 法國   |
| 4.（↑1）      | 曼聯         | 770.6             | 英格兰 |
| 5.（↑1）      | 拜仁慕尼黑   | 765.4             | 德国   |
| 6.（↓2）      | 巴塞隆拿     | 760.3             | 西班牙 |
| 7.（↑3）      | 兵工廠       | 716.5             | 英格兰 |
| 8.（↓1）      | 利物浦       | 714.7             | 英格兰 |
| 9.（↓1）      | 熱刺         | 615               | 英格兰 |
| 10.（↓1）     | 切爾西       | 545.5             | 英格兰 |
| 11.（↑1）     | 多特蒙德     | 513.7             | 德国   |
| 12.（↑3）     | 馬德里競技   | 409.5             | 西班牙 |
| 13.（—）      | AC米蘭       | 397.6             | 義大利 |
| 14.（—）      | 國際米蘭     | 391               | 義大利 |
| 15.（↑2）     | 紐卡索聯     | 371.8             | 英格兰 |
| 16.（↓5）     | 尤文圖斯     | 355.7             | 義大利 |
| 17.（↑1）     | 西漢姆聯     | 322.2             | 英格兰 |
| 18.（↑3）     | 阿斯頓維拉   | 310.2             | 英格兰 |
| 19.（↑1）     | 馬賽         | 287               | 法國   |
| 20.（↑9）     | 里昂         | 264.1             | 法國   |
| 21.（↑2）     | 布萊頓       | 256.8             | 英格兰 |
| 22.（↓3）     | 那坡里       | 253.6             | 義大利 |
| 23.（↑1）     | 羅馬         | 249               | 義大利 |
| 24.（↓8）     | 法蘭克福     | 245.2             | 德国   |
| 25.（↓3）     | 本菲卡       | 224               | 葡萄牙 |
| 26.（—）      | 水晶宮       | 218.9             | 英格兰 |
| 27.（↑3）     | 艾佛頓       | 217.6             | 英格兰 |
| 28.（↓2）     | 富勒姆       | 212.2             | 英格兰 |
| 29.（↑）      | 狼隊         | 206.9             | 英格兰 |
| 30.（↑）      | 法林明高     | 198.2             | 巴西   |

### 2017年排名榜（2015/16年賽季）
本年是德勤出版這個報告的第20個年頭，副題為「足球行星」（Planet Football）。裡面有一個同名章節，預測2030年哪些國家或地區的足球俱樂部將有能力打入現時仍被歐洲球會（尤其是歐洲五大聯賽）主宰的德勤球會財富排名榜首20名。報告預測中國超級聯賽的球會最有機會，其次為巴西甲組聯賽和美國職業足球大聯盟，其餘印度超級聯賽、日本J League、澳洲A-League、南非超級聯賽等機會較低。
本年排名榜方面，曼聯自2003/04賽季失落首名後，是年終於再次登頂，收入由往年的5.20億歐元大幅增加至本年的6.89億歐元。其中商業收入（即商品銷售等非門票或轉播收入）佔總收入逾一半，達3.638億歐元，僅這數字就比排名第10的祖雲達斯的球會總收入（商業、門票、轉播）還要高。巴塞隆拿力保次席，佔據首位達11年的皇家馬德里則被拉下馬，跌至第三。以上三家豪門球會在本年一同超越了6億歐元收入大關。
巴黎聖日耳門被拜仁慕尼黑和曼城超越，自去年的球會高位（第4位）滑落至第6位。排名榜中游位置變動不多。
西班牙的馬德里體育會受惠於新的轉播權收入協議，轉播收入由往年的8,660千萬歐元大幅增加至1.394億歐元，排名上升3位。辛尼特的門票和轉播收入雖然在排名榜之中最低，但強勁的商業收入（1.458億歐元）繼續推動整體增長，排名也上升1位。
2015/16年勇奪球會史上首個英格蘭超級聯賽冠軍的李斯特城，也在本榜取得第20名。他們這季度的收入（1.721億歐元／1.287億英鎊）差不多是兩年前的五倍。
本年度的報告也列出了一些統計紀錄：
- 排名榜內各球會的總收入由第一版（1997年）的8.16億歐元，分別增加至第十版（2007年）的23.13億歐元、第15版（2012年）的39.75億歐元、第20版（2017）的55.48億歐元，20年間增長逾5倍。
- 歷來進榜的球會當中，13家來自英格蘭、8家來自意大利、6家來自德國、4家來自西班牙、3家來自法國、2家來自蘇格蘭、2家來自土耳其，來自俄羅斯、荷蘭、葡萄牙、巴西的各1家。
- 由第一版起一直留在榜上的球會計有：
  - 英格蘭 — 曼聯、阿仙奴、利物浦、熱刺（4家）
  - 意大利 — AC米蘭、國際米蘭、祖雲達斯（3家）
  - 西班牙 — 巴塞羅那、皇家馬德里（2家）
  - 德　國 — 拜仁慕尼黑（1家）
- 截止本年度，皇家馬德里（11次）和曼聯（9次）為僅有兩家曾經登上財富排名榜榜首的球會。[1]

### 2016年排名榜（2014/15年賽季）
本年度報告的副題為「領放群雄」（Top of the Table）。

### 2015年排名榜（2013/14年賽季）
本年度報告的副題為「商機突破」（Commercial breaks）。Commercial breaks一詞本指每節電視節目之間的廣告時間，這裡借指英格蘭超級聯賽的電視轉播分紅大幅增加，令所有英超球會都錄得最高收入紀錄。八家英超球會打進首20名（去年6家），14家打進首30名（去年8家），全部20家都在首40名名單之中。
皇家馬德里第十年霸佔最高收入球會的位置。另外，他們也成為第一家轉播收入超越2億歐元的球會。但報告指這同時反映出西班牙甲組聯賽球會的收入兩極化十分明顯。他們舉例說，縱然馬德里體育會打破了近年皇家馬德里和巴塞羅那的壟斷而奪得了西甲冠軍，甚至也打進歐洲聯賽冠軍盃決賽，球場上的成績可算冠絕西甲，但他們的電視轉播收入卻仍然不及同市宿敵皇家馬德里的一半。
曼聯自2008/09年賽季之後首次重返第二名，以5.180億的收入成為歷來第二家年收入超越5億歐元的球會。

### 2014年排名榜（2012/13年賽季）
本年度報告的副題為「猶有勝機」（All to play for）。雖然歐洲五大聯賽球會仍然大勢，但兩家土耳其球會加拉塔沙雷（第16位）和費倫巴治（第18位）打入20大，自2005/06賽季以來首次有兩家五大聯賽以外的球會進榜。另外，巴西的哥連泰斯排名24位，報告認為，隨著巴西足球的持續發展，加上國內經濟向好和即將舉辦世界盃之利，哥連泰斯甚至其他巴甲球隊絕對有能力打入20位之內。
本賽季排名首30家球會都有至少1億歐元收入，相比之下，1996/97賽季時只有曼聯能夠達到這數字。本賽仍穩居榜首。巴黎聖日耳門爬升五位至第五，一舉超越曼城、車路士、阿仙奴等英超球會。
另外，報告亦提及首20家球會中，三分之一以上的球會由來自美國或中東的班主或財團控制（曼聯、巴黎聖日耳門、曼城、阿仙奴、利物浦、羅馬）；七家球會獲得中東航空公司的球衣贊助，多少反映新興市場資金對歐洲足球的影響力正逐步加強。
本年報告亦首次列出各球會在社交媒體中的表現，巴塞羅納以臉書官方專頁得到5,240萬個「讚」、推特官方賬號擁有1,090萬位跟進者而位列榜首，皇家馬德里第二（4,910萬個「讚」／990萬位跟進者）、曼聯第三（3,960萬個「讚」／170萬位跟進者）。

### 2013年排名榜（2011/12年賽季）
本年度報告的副題為「球壇大亨」（Captains of industry）。在2011到2012赛季，足球收入前20名的俱乐部收入合计超过48亿欧元，比上一赛季增长了10%，佔整个欧洲足球市场的四分之一。皇家馬德里與巴塞隆拿繼續占据前两名，其中皇家馬德里连续八年位居俱乐部收入第一，而且以5.13亿欧元成为历史上第一个单年度收入超过5亿欧元的体育俱樂部，巴塞隆拿连续第四年排在第二位。曼城和祖雲達斯分别以2.86亿欧元和1.95亿欧元的总收入进入前十名，取代了國際米蘭和沙尔克04，纽卡斯尔联以1.15亿欧元取代華倫西亞的1.11亿欧元成为收入前20名中唯一的新来户。所有收入前20名的俱乐部均来自五大联赛，其中英超七家、意甲五家、德甲四家、西甲和法甲各两家。
但報告同時預測，隨著巴西和俄羅斯取得未來兩屆世界盃主辦權，這兩個國家的球會將有機會在未來數年挑戰歐洲五大聯賽壟斷多年的情況。

### 2012年排名榜（2010/11年賽季）
本年度報告的副題為「球迷力量」（Fan power）。報告指雖然全球經濟持續低迷，但有賴於廣大而忠心的球會支持者、吸引電視觀眾的強勁能力以及能維持企業夥伴的合作關係，令各家名門球會抵擋經濟下滑並繼續錄得收入升幅。
本年度首二十名球會總收入超越44億歐元，佔去整個歐洲足球市場總收入逾四分之一。六家英格蘭球會、五家意大利球會、四家德國球會、三家西班牙球會和兩家法國球會名列首20名，當中榜首的皇家馬德里自2004/05年球季取代曼聯以後，已經連續七年位列歐洲球會收入之首，單是比賽門票收入便已達1.236億歐元，這比起排名19、西班牙第三的華倫西亞球會總收入還要多，加上商業收入（贊助收益、商品收益和其他非比賽日活動）的1.724億和轉播權收入的1.835億歐元，「銀河艦隊」本年總收入超過4.795億歐元。以收入增幅計算，排名第十的史浩克04是進步最大的球會，增幅達45%，這歸功於球隊在歐洲聯賽冠軍盃殺入四強的好成績。德甲另一球會多蒙特同樣攀升六位，重新進榜。取得自1989/90年以來最佳聯賽成績（季軍）的拿玻里亦急升九位，擠進榜末位置。
在20位以外緊隨其後的分別為賓菲加、馬德里體育會、雲達不來梅、阿士東維拉、紐卡素、阿積士、史特加、愛華頓、韋斯咸和新特蘭（第21至30位）。

### 2011年排名榜（2009/10年賽季）
本年度報告的副題為「難以企及」（The untouchables）。德勤在此報告準確預測西班牙雙雄將繼續佔據榜首好幾年。
本年度有七家英格蘭球會、四家意大利球會、四家德國球會、三家西班牙球會和兩家法國球會名列首20名，總共收入首次超越40億歐元。第一至第六名位置不變。曼城以超過50%的收入增幅而攀升九位，躍升為英格蘭第五高收入球會。另一英超球會熱刺亦上升三級，緊隨曼城之後。馬德里體育會、史特加和阿士東維拉同樣升五位，打入20大之列。羅馬是本賽季的大輸家，經歷了2006/07和2007/08年度的高幅增長後，這家首都球會連續兩年收入同比減少16%，排名亦因而急降六位。去年排20的紐卡素跌出排名榜以外。
本年度前20位的球會基本上壟斷了歐洲五大聯賽（英格蘭、西班牙、德國、意大利和法國），在過去十年共奪得這五個聯賽50個冠軍中的46個。
在20位以外緊隨其後的分別為科倫天拿、多蒙特、波爾多、西維爾、華倫西亞、賓菲加、愛華頓、雲達不來梅、拿玻里、富咸和韋斯咸（第21至31位）。

### 2010年排名榜（2008/09年賽季）
本年度報告的副題為「西班牙大師」（Spanish Masters）。本賽季首20家球會的總計收入超越39億歐元，比上季稍微增加2,600萬歐元。但是榜內其中九家球會的收入（以當地貨幣計算）都有下跌的跡象。
本年排名變化不大。皇家馬德里連續五年蟬聯，並成為首支年收入超越4億歐元大關的體育俱樂部。而其勁敵巴塞隆拿於本賽季表現極為優異，一舉拿下聯賽錦標、國王盃和歐洲聯賽冠軍盃成為三冠王，令其錄得3.66億歐元的收入，按年增加5,700歐元，為榜內最大年比增長。這也讓排名榜呈現西班牙雙頭馬車的勢頭。

### 2009年排名榜（2007/08年賽季）
本年度報告的副題為「兌匯折損」（Lost in Translation），Lost in Translation本指在翻譯的過程中失掉原文文意，這裡借指英格蘭球會的收入因英鎊兌歐元下跌而令相對收入縮水（排名榜以歐元為計算貨幣）。
本賽季收入最高的20支球會共計收入達39億歐元，比去季增加5%，與第一年報告賽季（1996/97賽季）相比增加超過三倍。當中共有英格蘭球會七家、德國和意大利球會各四家、西班牙和法國球會各兩家、土耳其球會一家。七支上榜的英格蘭球會合計收入14.4億歐元，佔首20支最高收入的球會的總收入差不多四成。德勤指出，如果並非英鎊兌歐元於球季期間貶值，上榜的英格蘭球會甚至會多達九家。西班牙雖然只有兩家球會上榜，但皇家馬德里和巴塞隆拿這兩支歐洲足球勁旅仍然佔去20大總收入中的17%，跟四家上榜的德國球會相約。
首三名位置並沒有變動。西班牙球會皇家馬德里自2004/05年賽季起連續四季排名首位，本賽季收入達3.66億歐元，年比增加4%。應屆英格蘭超級聯賽、歐洲聯賽冠軍盃及世界冠軍球會盃三冠盟主曼聯連續兩年排名次席，本賽季收入達2.57億英鎊（折合約3.25億歐元，以2008年6月30日的匯率—1英鎊兌1.2632歐元計算，下同），比去年多賺4,500萬英鎊。德勤指雖然曼聯這球季在賽場上成績優異，但由於英鎊貶值，令曼聯只能繼續屈居皇家馬德里之下。第三名是西班牙足球聯賽應屆冠軍巴塞隆拿，收入為3.09億歐元。
德國甲組聯賽應屆冠軍拜仁慕尼黑本賽季由於收購了主場安聯球場全數的股權，令收入大幅增加32%，趕過兩支英超球會車路士和阿仙奴，由去季的第七名躍升至本季的第四名。應屆英超亞軍車路士收入2.13億英鎊（2.69億歐元），比去季減少5.5%。另一倫敦球會阿仙奴收入比去年微升0.1%，達2.09億英鎊（2.64億歐元），但排名仍然下跌一位至第六位。另一英格蘭球會利物浦上升至第七位。
意大利四支足球強豪分列排行榜第八至十一位。AC米蘭收入下跌8%至2.10億歐元，排名也因此下跌兩級，但仍是意大利最高收入的球會。緊隨其後的是首都球會羅馬，羅馬已經連續兩年錄得雙位數字的收入增幅，本季排名升至第九位。國際米蘭則連續兩季下跌，本季收入再減少11%，僅得1.73億歐元。都靈球會祖雲達斯止住去年的跌勢，收入反升15%至1.68億歐元，但仍未能回復到被罰降班前的2.51億歐元水平（2005/06年球季）。
第13名的德國球會史浩克04與第16名的法國球會馬賽同樣錄得近30%的升幅。英超球會紐卡素則連續四季排名下跌，由2004/05年賽季第12名下跌至本季的第17名。
去年的新來者些路迪、華倫西亞和雲達不來梅一併被擯出榜外，取而代之的是史特加、費倫巴治和曼城，分別位列第18至20名。前兩者受惠於歐聯參賽資格，而曼城收入增加則來自超級聯賽的轉播費用。土耳其的費倫巴治更是自1995/96賽季排名榜開始公布以來首次躋身榜上。

### 2008年排名榜（2006/07年賽季）
本年度報告的副題為「門票收入」（Gate receipts），背景配以德國的代表性地標—布蘭登堡門。當中提及德國球會受惠於舉辦2006年世界盃足球賽而進行的球場提升計劃，主場入座率和門票收入都有所增加。
排名榜首20名球隊本賽季的總收入超越37.3億歐元。西班牙球會皇家馬德里仍穩佔首位，本賽季收入增加20%，達3.5億歐元，連續三年成為全球收入最高的球會。
本賽季首次有同一國家三支球會同時打進排名榜的前五名位置。英格蘭球會曼聯超越西班牙的巴塞隆拿進駐排名榜第二位；車路士再次打入首五名位置，位列第四；而車路士的同市死敵阿仙奴就因新球場酋長球場落成而收入大增，名次上升到第五位。
當屆歐洲聯賽冠軍盃盟主AC米蘭上升至第六位，同屆的亞軍球隊利物浦上升兩位至第八名。意大利甲組足球聯賽冠軍國際米蘭下跌兩位至第九名，德國球隊拜仁慕尼黑上升一位至第七名。而因牽涉進足球醜聞而被罰降班至乙組作賽的祖雲達斯，就大跌九位至第12名。
曼城、格拉斯哥流浪、韋斯咸及賓菲加的位置（17至20位）分別由些路迪、華倫西亞、馬賽及雲達不來梅所取代。

### 2007年排名榜（2005/06年賽季）
本年是德勤出版這個報告的第十個年頭，副題為「西班牙為王」（The reign in Spain），取自音樂劇窈窕淑女內《The Rain in Spain》一曲曲名的諧音。排名榜首20名球隊累積總收入達33億歐元，當中有八間為英超球會，但佔據排名榜首二名的是西班牙球會皇家馬德里及巴塞隆拿，前者連續兩年登上首名，而後者則由上年的第四名升上今年的第二名。

### 2006年排名榜（2004/05年賽季）
本年度報告的副題為「衛兵交接」（Changing of the guard），所指的是西班牙球會皇家馬德里首次取代曼聯長達8年的領導位置。三間球會—華倫西亞、里昂及愛華頓首次登上排名榜。

### 近四賽季收入及排名比較表
註：收入以百萬歐元計算。

## 外部連結
- （英文） （页面存档备份，存于）（德勤足球會財富排名榜主頁）
- 足球豪门：这个冬天不太冷 （页面存档备份，存于）《FT中文網》2009年2月13日